# نصف الاتحاد (عملة الولايات المتحدة)
نصف الاتحاد (تُعرف باسم J-1546 حتى J-1549) كانت عملة أمريكية مقترحة بقيمة اسمية خمسين دولار أمريكي. غالبًا ما تعتبر أهم وأشهر العملات المقترحة في تاريخ دار سك العملة الأمريكية. على وجه العملة الحرية وهو مشابه لتصميم لتصميم عملة 20 دولار رأس الحرية التي صممها جيمس بي لونغاكر وسكت من عام 1849 إلى عام 1907.
توجد نسختان ذهبيتان من العملة فقط عند مؤسسة سميثسونيان، ولا يُعرف بوجود أي نماذج آخرى. هناك أيضًا عينات نحاسية من العملة يمكن تباع بمبلغ أكثر من 300,000 دولار للعملة ذات الرقم PF-65.

## التاريخ
صمم العملة ويليام باربر في عام 1877 وهو رئيس المصممين الشهير في دار سك العملة في ذلك الوقت صمم ويليام باربر أيضًا العديد من العملات المعدنية الأخرى مثل نمط الربع الأمازوني والعشرين سنت والدولار التجاري. صممت العملة لتزن حوالي 2.5 أوقية ولتصنع من الذهب الخالص. لو كانت سكت العملة وطرحت للتداول لكانت العملة الذهبية هي الأعلى قيمة على الإطلاق في ذلك الوقت. لم تطرح العملة وإنما إصدارات لها نماذج من النحاس أو في بعض الأحيان من معادن مذهبة مختلفة. سكت عملتين منها فقط من الذهب وكلاهما موجود اليوم في مؤسسة سميثسونيان.
أصدرت فئة نصف الاتحاد وهي 50 دولار كعملة تذكارية في عام 1915 في ذكرى سان فرانسيسكو وهي أيضا جزء من عملات بنما والمحيط الهادئ. كانت بعض العملات المعدنية مثمنة الشكل والبعض الآخر دائري وهي المرة الأولى والوحيدة التي تصدر فيها دار سك النقود بالولايات المتحدة عملة معدنية غير مستديرة.

## الثقافة الشعبية
أشير في فيلم ريو برافوالمنتج 1959 إلى قطعة ذهبية بقيمة 50 دولار على أنها لم تطرح للتداول أبدا.

## روابط خارجية
- 1877 PATTERN COINS, DIE TRIALS & FANTASIES